# 1024 (число)
1024 (одна тысяча двадцать четыре) — натуральное число, расположенное между числами 1023 и 1025.
Является десятой степенью двойки.

## В математике
- Квадрат числа 32.
- Сумма цифр этого числа — 7.
- Произведение цифр этого числа — 0.
- 1024 = 210[1] = 45 = 322 , квадратное число
- 1024 — наименьшее из чисел, имеющих 11 делителей[2][1].
- 1024 — число Фридмана[3], так как 1024 = (4 – 2)10.
- Перестановкой цифр числа 1024 = 322 можно получить другой четырёхзначный квадрат 2401 = 492[4].

## В информатике
Будучи близким к тысяче, 210 используются в информатике при образовании производных единиц измерения количества информации. Так в килобайте — 1024 (а не 1000) байт,в мегабайте — 1024 килобайта и так далее (см. двоичные приставки). Поэтому число 1024 также иногда называют двоичная тысяча. 
В Национальном стандарте число 1024 упоминается особо:
ГОСТ 8.417-2002 ГСИ. Единицы величин:

Исторически сложилась такая ситуация, что с наименованием «байт» некорректно (вместо 1000 = 103 принято 1024 = 210) использовали (и используют) приставки СИ: 1 Кбайт = 1024 байт, 1 Мбайт = 1024 Кбайт, 1 Гбайт = 1024 Мбайт и т.д. При этом обозначение Кбайт начинают с прописной буквы в отличие от строчной буквы «к» для обозначения множителя 103.— Библиотека ГОСТов и нормативных документов

## В других областях
- В Юникоде 040016 — код для символа «Ѐ» (Cyrillic Capital Letter IE with grave).
- 1024 год; 1024 год до н. э.
- NGC 1024 — галактика в созвездии Овен.